# 明朝藩王列表 (谷王系)
本頁面列出明朝自明太祖分封的谷國藩王。

## 谷國
| 洪武二十四年（1391年）封，二十八年（1395年）封于北平宣府左衛，建文四年（1402年）移國于湖廣長沙府 |          |                  |               | |
| 稱號                                                                                             | 國君姓名 | 關係             | 在位年數      | 註記 |
| 谷王                                                                                             | 朱橞     | 朱元璋、庶十九子 | 1391年─1417年 | 洪武十二年四月十四日生，母郭惠妃。洪武二十四年四月十三日封。洪武二十八年三月十二日就藩于北平行都司宣府左卫。成祖靖难，有献金川门之功。洪武三十五年（建文四年）二月初四移国于湖广長沙府。永乐十五年二月初六坐謀逆，削爵為庶人，锢于京师西内，在位二十七年。谷国除封。宣德三年以嫌疑死，并二子俱死。寿五十。妃周氏，兵马指挥周铎之女。 |
| 谷世子                                                                                           | 朱賦灼   | 朱橞、一子       |               | 永樂元年封世子。十五年坐謀逆，削為庶人。宣德三年死。 |

### 醴陵國
| 永乐元年（1403年）封。 |          |              |               |                                            |
| 稱號                   | 國君姓名 | 關係         | 在位年數      | 註記                                       |
| 醴陵王                 | 朱賦爚   | 朱橞、庶二子 | 1403年—1417年 | 永乐元年封。十五年父坐謀逆，自焚死，國除。 |